# Phosphate d'argent
Le phosphate d'argent est un composé inorganique, de formule Ag3PO4, utilisé notamment dans les émulsions photographiques.

## Propriétés
Couleur blanche